# Browary na ziemi kłodzkiej
Browary na ziemi kłodzkiej – warzenie i wyszynk piwa były zarówno dawną tradycją mieszkańców jak i przywilejem, o który zabiegano i który wywoływał wiele sporów.
Według danych urzędowych z roku 1858, w powiecie kłodzkim było 30 browarów, w tym 8 w samym Kłodzku. W tym czasie pracowało 29 wytwórni spirytusu i 14 destylatorni. Piwo i wódkę podawano w 29 gospodach i 137 szynkach.